# Moudachirou Amadou
Moudachirou Amadou (* 11. Dezember 1971) ist ein ehemaliger beninischer Fußballspieler.

## Karriere
Amadou spielte zunächst in seiner Heimat bei AS Dragons FC de l’Ouémé, ehe er Anfang der 1990er Jahre nach Frankreich zum FC Rochefort wechselte. 1993 kam er nach Deutschland zum Oberligisten FC Erzgebirge Aue. In seiner ersten Saison bei Aue gelang ihm mit dem Verein die Qualifikation für die neu gegründete Regionalliga Nordost. Drei weitere Jahre spielte er für Aue in der Regionalliga, ehe er nach 122 Ligaeinsätzen die Veilchen verließ und sich dem Zweitligaaufsteiger Energie Cottbus anschloss. Zwei Jahre lang spielte der Innenverteidiger bei Cottbus, absolvierte 59 Partien (4 Tore) und war unumstrittener Stammspieler. Ende der Saison 1998/1999 bat er den Verein um Auflösung seines Vertrags, der noch bis 2001 lief, da er sich in Cottbus nicht mehr wohl fühle. Er sei mehrfach wegen seiner Hautfarbe angepöbelt worden und ihm sei deswegen auch der Zutritt zu einer Diskothek verweigert worden, auch seine Frau sehe sich des Öfteren Anfeindungen ausgesetzt. Verantwortliche von Energie Cottbus warfen Amadou hingegen vor, mit den Vorwürfen lediglich einen Wechsel zum Ligakonkurrenten Karlsruher SC erzwingen zu wollen, bei dem er bereits seit Monaten im Gespräch war, ein Wechsel aber bis dahin an der Ablösesumme gescheitert war.
Letztlich wechselte Amadou für 600.000 D-Mark wie von ihm gewünscht zur Saison 1999/2000 zum KSC. Mit dem KSC belegte Amadou am Ende der Saison abgeschlagen den letzten Tabellenplatz und verließ den Klub nach einer Saison und 24 Ligaeinsätzen für eine Ablösesumme von 400.000 D-Mark wieder, um beim Zweitligisten Hannover 96 zu unterschreiben. Nach einer starken Saison bei den Hannoveranern hatte Bundesligaaufsteiger FC St. Pauli Interesse am Abwehrspieler und verpflichtete den Beniner für eine Ablösesumme von 500.000 D-Mark für die kommende Erstligasaison. Nach zunächst starken Leistungen verlor er Mitte der Saison seinen Stammplatz. Tiefpunkt dieser Entwicklung war seine Einwechslung am 29. Spieltag gegen den TSV 1860 München, als die in Unterzahl spielenden Münchener einen Rückstand drehten. Amadous direkter Gegenspieler Martin Max erzielte dabei innerhalb von zwölf Minuten einen lupenreinen Hattrick, und St. Pauli hatte durch diese Niederlage die letzte Chance auf den Klassenerhalt verspielt. Für den Trainer und die Verantwortlichen spielte Amadou daraufhin in der Planung keine Rolle mehr, mangels Interessenten blieb Amadou aber auch nach dem Abstieg in der darauffolgenden Saison bei St. Pauli. Er kam in der Zweitligasaison 2002/03 nur noch zu einem Einsatz am 13. Spieltag gegen den 1. FC Köln. Am Ende der Saison 2002/03 lief sein Vertrag aus und Amadou fand keinen neuen Verein mehr.
In der Saison 2004/05 spielte Amadou kurzzeitig in der Landesliga vier Partien für den Verbandsligaabsteiger TuS Holstein Quickborn, musste allerdings wegen einer bereits bei St. Pauli zugezogenen Knieverletzung seine Karriere beenden.
Nach einigen Jahren Pause stieg er beim TuS Holstein in die Vorbereitung für die Saison 2007/2008 wieder ein und absolvierte am 31. Juli 2007 bereits wieder ein Spiel für den Landesligisten. In der Saison 2007/08 trainierte er gleichzeitig für ein Jahr die U-12 des TuS Holstein Quickborn.
Von Juli 2009 bis Sommer 2014 spielte Moudachirou Amadou in der Kreisliga A beim TSV Bernhausen (Bezirk Stuttgart) und trainierte in dieser Zeit, die U-19, die U-16, die Herren und abermals die U-19 von Bernhausen. 2014 wechselte er als Spielertrainer zum TSV Rohr, den er in der Saison 2015/16 als Trainer zum Aufstieg in die Bezirksliga Stuttgart führte. Im September 2017 trat er von dem Traineramt zurück.
Für die Nationalmannschaft des Benin bestritt Amadou mindestens 17 Länderspiele.